# 전경일
전경일(1980년 5월 16일 ~ )은 전 KBO 리그 야구 선수의 투수이다. 1군 경기 없이 은퇴했다.

## 출신학교
- 휘문고등학교
- 성균관대학교 (1999학번)